# Jordan Godfriaux
Jordan Godfriaux, né à Perwez le 26 février 1978 est un homme politique belge, membre du Mouvement réformateur. 
Il est agriculteur.

## Carrière politique
- 2006-     : Conseiller communal de Perwez
- 2012-2017 : Conseiller provincial du Brabant wallon
- Député au parlement wallon et au parlement de la Communauté française du 28 juillet 2017 au 3 décembre 2018 en remplacement de Valérie De Bue
- Bourgmestre de Perwez depuis le 3 décembre 2018